# Global Information Grid

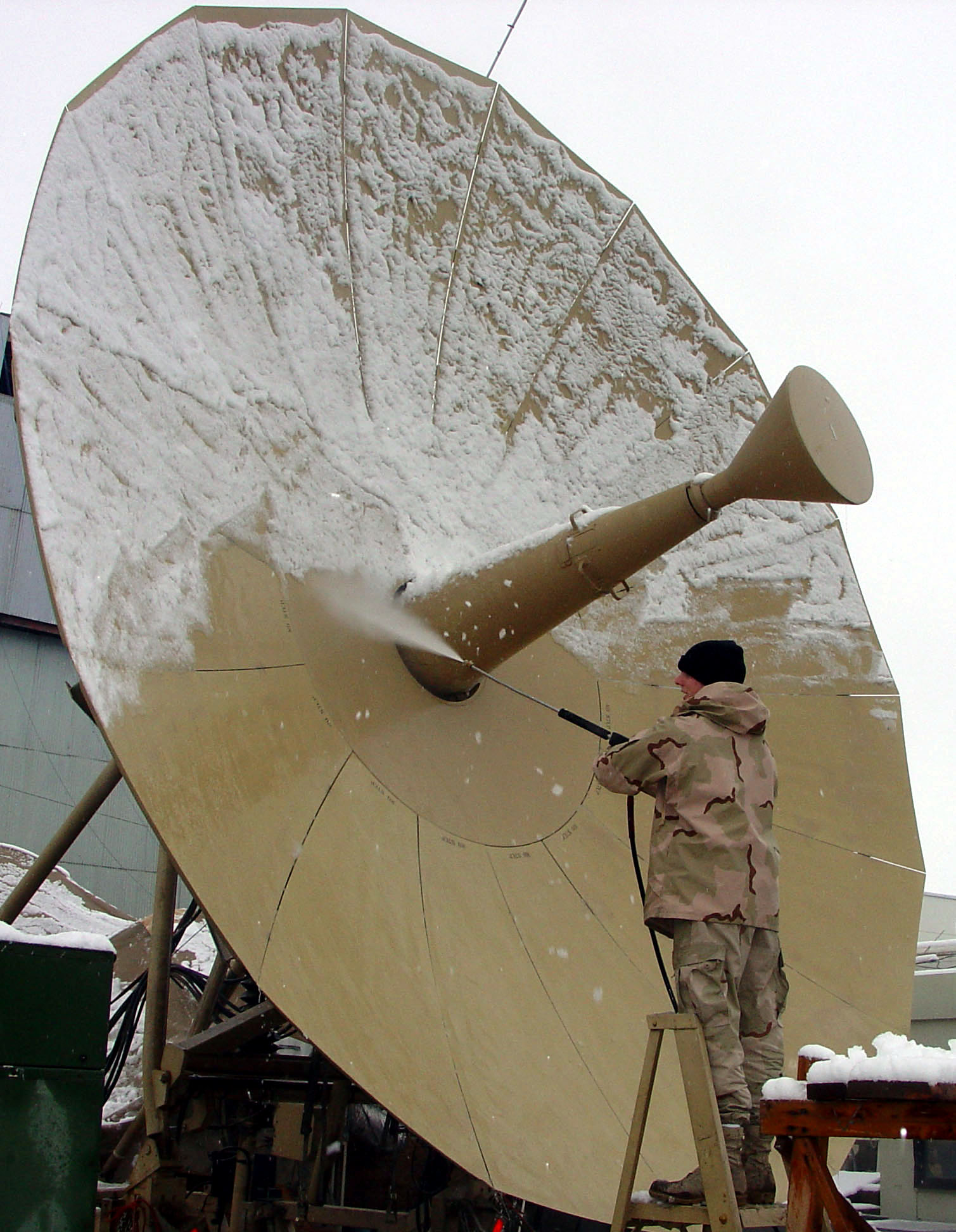
Ein Soldat befreit auf der US-Luftwaffenbasis Bagram in Afghanistan eine Satellitenantenne mit einem Hochdruckreiniger von Eis und Schnee

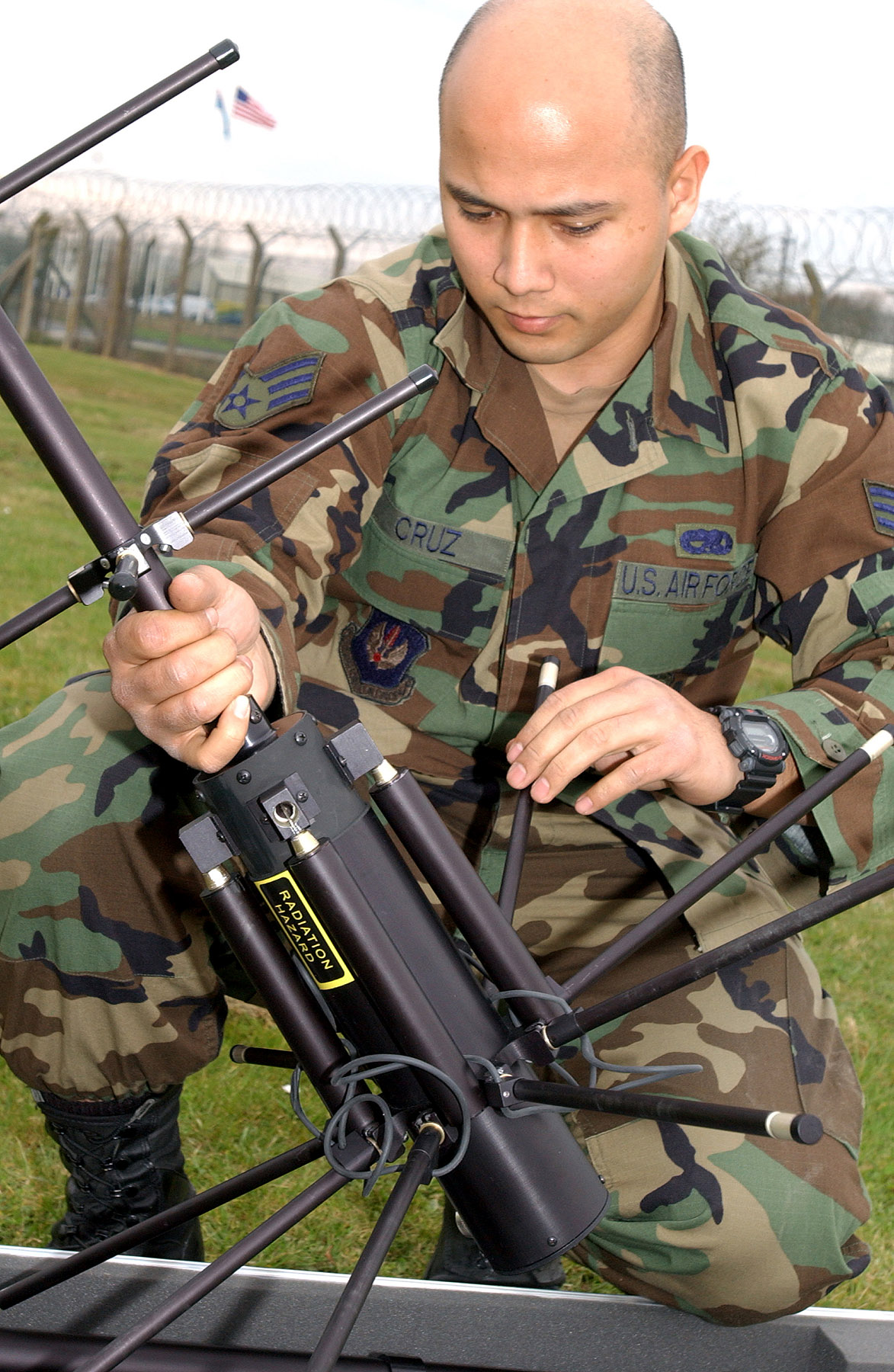
Ein Luftwaffensoldat baut auf dem britischen Luftwaffenstützpunkt Fairford ein taktisches PSC-5-Satellitenfunkgerät zusammen

Das Global Information Grid ist ein Konzept für ein globales Informationsnetz des Pentagon. Es soll Network Centric Warfare auf globalem Maßstab ermöglichen. Dadurch würden die Streitkräfte der Vereinigten Staaten über ein einziges  allumfassendes, integriertes Breitband-Informationsnetzwerk verfügen. 

## Konzept
Jedem Soldaten und jeder Kampfeinheit soll an jedem Ort, zu jeder Zeit, unter allen Wetterbedingungen jede relevante Information zur Verfügung stehen. Die kumulierten Informationen aller anderen Einheiten würden zusammengeführt und verarbeitet, sodass die von einer Einheit (Soldat, Waffenplattform, Sensor) gesammelten Daten für alle anderen Einheiten (inklusive der C4ISR-Zentren; C4ISR: US-Militär-Akronym für Command and control, communications, computers, intelligence, surveillance, and reconnaissance) empfangen werden könnten. Zum Beispiel sollen die gesammelten Daten eines Satelliten für alle eigenen und befreundeten Soldaten und Truppengattungen weltweit verfügbar sein. Militärische Operationen sollen dadurch sehr viel schneller und effizienter werden.
Kritiker bezweifeln die Durchführbarkeit dieses Konzepts, weil es der heutigen Technologie zu weit voraus sei. Insbesondere fehlten Pläne, welche die erforderte Interoperabilität aller vorhandenen Computersysteme und Netzwerke darstellen.

## Ausblick
Zunächst sollen 100 wichtige Standorte in den Kontinental-USA, Europa und Asien/Pazifik mit dem militärischen Internet verbunden werden, mit einer Bitrate in der Größenordnung von Gigabits.